# Onyang-eup
Onyang (tiếng Hàn: 온양읍; Romaja: Onyang-eup) là một phân cấp hành chính của Ulju, Ulsan, Hàn Quốc. Nó nằm ở phía nam thành phố Ulsan, phía đông Đường cao tốc Busan–Ulsan.

## Phân cấp hành chính
Onyang được chia thành 10 phân khu, hoặc làng, gọi là ri. Bao gồm:
- Bal-ri
- Daean-ri
- Dongsang-ri
- Gosan-ri
- Mangyang-ri
- Naegwang-ri
- Namchang-ri
- Oegwang-ri
- Samgwang-ri
- Unhwa-ri

## Liên kết
- Trang chủ chính thức (tiếng Hàn)